# Бартоломеу де Гусман
Бартоломеу Лоуренсу де Гусман (порт. Bartolomeu Lourenço de Gusmão грудень 1685 — 18 листопада 1724) — португальський священик і натураліст із колоніальної Бразилії. Був піонером конструкції аеростатів — літальних апаратів, легших за повітря. Був одним із перших учених того часу, хто зрозумів принципи роботи гарячого аеростату (повітряної кулі) та побудував функціональний прототип такого пристрою. Він також є одним із головних героїв роману лауреата Нобелівської премії Жозе Сарамагу «Бальтазар і Блімунда».